# كريستيان جامبوا
كريستيان جامبوا استيبان لونا ( بالإنجليزية : Cristian Esteban Gamboa Luna ) لاعب كرة قدم كوستاريكي ، يلعب لنادي روزنبورغ النرويجي ومنتخب كوستاريكا لكرة القدم المشارك في بطولة كأس العالم 2014 المقامة في البرازيل .

## روابط خارجية
- كريستيان جامبوا على موقع الاتحاد الدولي (مؤرشف)  (الإنجليزية)
- كريستيان جامبوا على موقع قاعدة بيانات كرة القدم.إي يو (الإنجليزية)
- كريستيان جامبوا على موقع ناشيونال فوتبول تيمز (الإنجليزية)
- كريستيان جامبوا على موقع Soccerbase.com (لاعب) (الإنجليزية)
- كريستيان جامبوا على موقع Soccerway.com (الإنجليزية)
- كريستيان جامبوا على موقع عالم كرة القدم.نت (الإنجليزية)
- كريستيان جامبوا على موقع كووورة
- كريستيان جامبوا على موقع AS.com (الإسبانية)